# Erupció de raigs X
En astronomia una erupció de raigs X (coneguda internacionalment amb la seva denominació anglesa: Burster o XRB) són una classe d'estel binari de rajos X que mostra periòdics i sobtats increments de lluminositat, típicament en un factor de 10 vegades o més, dins de la regió de rajos X de l'espectre electromagnètic.
Aquests sistemes astronòmics es componen per acreció d'un estel compacte, típicament un estel de neutrons o fins i tot d'un forat negre, i un estel acompanyant. La massa d'aquesta última s'utilitza com a paràmetre per categoritzar el sistema com a binària de rajos X de massa alta (més de 10 vegades la massa solar) o baixa (menys d'una massa solar), abreujat en l'argot astronòmic HMXB o LMXB respectivament.
Les erupcions de rajos X difereixen en observar-se d'altres fonts passatgeres de rajos X (com un púlsar de rajos X) perquè mostren un agut increment d'1 a 10 segons, seguit per una debilitació de l'espectre, característic del refredament d'un cos negre. L'energia individual d'una erupció de rajos X es caracteritza per un flux integrat de 1039-40 ergs, comparat amb la lluminositat fixa en l'ordre de 1037 ergs per l'acreció sobre un estel de neutrons.
D'aquesta forma, la taxa de flux respecte del flux permanent, referit en la literatura com α, varia de 10 a 103, però típicament està en el rang de 100. Els rajos X emesos per la majoria d'aquests sistemes recorren en un període que va d'hores a dies, encara que fenòmens de major durada s'han trobat en alguns altres sistemes. En casos poc usuals, s'han observat erupcions de rajos X febles, amb períodes de recurrència de 5 a 20 minuts.
L'abreviatura XRB pot referir-se a aquesta classe d'objectes (fonts de rajos X) o a l'observació astronòmica de la radiació X associada.

## Astrofísica de l'erupció
Quan un estel d'un sistema binari ompli el lòbul de Roche, sigua per estar molt prop del seu acompanyant o per tenir un radi relativament gran, comença a perdre matèria que va cap a l'estel de neutrons.
Alternativament l'estel associat pot sofrir una pèrdua de massa estel·lar en excedir el seu límit d'Eddington, i part d'aquest material pot ser atret a l'estel de neutrons. En tals circumstàncies, amb un període orbital curt i una associada massiva, tots dos processos poden contribuir a transferir matèria de l'acompanyant a l'estel de neutrons. En tots dos casos el material s'origina en les capes superficials de l'acompanyant, i és ric en hidrogen i heli.
Com els estels compactes tenen un altíssim camp gravitacional. la matèria cau a alta velocitat, en general col·lisionant amb altres materials atrets en el camí, formant un disc d'acreció. En un emisor de rajos X la matèria acreix sobre la superfície de l'estel de neutrons com una capa de matèria degenerada, un altre resultat del camp gravitacional extrem. La matèria degenerada no segueix la llei dels gasos ideals, per la qual cosa els canvis en temperatura no produeixen canvis notable en pressió.
Tan bon punt suficient matèria s'acumula d'aquesta forma sobre la superfície de l'estel de neutrons, la inestabilitat convectiva deslliga una reacció exotèrmica de fusió nuclear, que causa una augment de temperatura major a 109 kelvin, donant eventualment lloc a una explosió termonuclear. Aquesta explosiva nucleosíntesi estel·lar comença amb el cicle CNO que ràpidament porta a un procés RP. La teoria suggereix que almenys en alguns casos l'hidrogen en el material d'acreció crema contínuament, i que l'acumulació d'heli és la que causa l'encesa.

## Observació del fenomen
A causa que en un període molt curt s'allibera una gran quantitat d'energia, gran part d'ella s'emet com a fotons d'alta energia d'acord amb la teoria de cossos negres, en aquest cas rajos X.
Aquesta emissió d'energia pot observar-se com a increment en la lluminositat de l'estel mitjançant un observatori astronòmic. Les erupcions no poden observar-se des de la superfície terrestre a causa que l'atmosfera és opaca als rajos X. La majoria dels estels amb erupció de rajos X exhibeixen emissions recurrents perquè aquestes no són prou poderoses com per desafiar l'estabilitat orbital, amb el que tot el procés pot reiniciar-se.
La majoria de les erupcions té períodes irregulars, amb intervals que poden anar des d'unes poques hores a diversos mesos, depenent de factors com la massa dels estels, la distància entre ambdós, la taxa d'acreció, i la composició exacta del material acrescut.
Des del punt de vista de l'observació, les erupcions de rajos X es classifiquen en dues categories anomenades «tipus I» i «tipus II». Una erupció de rajos X tipus II mostra un pols ràpid que pot presentar diverses emissions separades per minuts, però han estat observades només dues fonts d'aquest tipus, per la qual cosa la majoria de les erupcions s'assumeix que són tipus I.

## Aplicacions en astronomia
Aquestes lluminoses fonts de rajos X poden considerar-se com a referències en l'escala de distàncies còsmiques, ja que la massa d'un estel de neutrons determina la lluminositat de l'erupció. En conseqüència, comparant la flux de rajos X observat amb el valor predictible segons la massa s'obtenen distàncies raonablement precises. L'observació de les erupcions de rajos X permeten així mateix determinar el radi de l'estel de neutrons.